# 谷垣実
谷垣 実（たにがき みのる）は、日本の物理学者。理学博士。
東京電力福島第一原子力発電所事故対策（住民安全対策）のための、高速放射性物質拡散状況測定システム (KURAMA) の発明と初期段階での現場投入、2017年現在も継続して事故処理に関わっている物理学者の一人として知られている。

## 経歴
- 1996年 9月 - 大阪大学大学院理学研究科修了。理学博士。
- 1996年10月 - 東北大学サイクロトロンRIセンター講師（研究機関研究員）。
- 1999年 4月 - 京都大学原子炉実験所（現：京都大学複合原子力科学研究所）助教[1][2]。

## 人物・業績

### 人物
関西地方の出身。特技は水泳。趣味は音楽鑑賞と海外旅行、加えて酒に強くないが、おいしい日本酒。またアマチュア無線家であり、愛猫家である。なお谷垣に接した人からは共通して、明晰だが控えめで飾らない性格と評されている。

### 業績
基礎系研究者であり、大学院在籍中から地道な研究活動をして知見を深めていた。2010年より運転再開した京都大学原子炉実験所の原子炉や大阪大学のRCNPでも核モーメント測定のための実験を開始、中性子によるネオジム磁石の減磁についての研究なども本格化していたが、2011年の東日本大震災により、東京電力福島第一原子力発電所事故に関わることになり、福島支援の業績で知られるようになった。
谷垣の業績を代表するKURAMAは、自動車や飛行機などの高速移動体に搭載、広範囲に拡散した放射性物質の状況を短時間で把握することのできる、すなわち、原子力事故被害地域住民などの安全を護ることのできる画期的なシステムであるが、それはコーヒータイムの会話がきっかけとなり発明に至ったという。これについて谷垣は、KURAMAの発明と実用化は、金は無いが自由のある大学らしさ、幅広い専門分野の研究者が集まる原子炉実験所らしさが活きた好例と評している。一方でKURAMAは原子力事故がなければ発明されなかったもの、本来の放射線利用や放射線の学習に活用したいとの思いから、京都教育大学の安東茂樹らと共に学習教材としての提案もしている。
2017年現在、今後長期にわたって必要となる被害地域、生活圏密着の継続的な放射線計測を目指した後継機の研究開発を続けている。

## 主な著作等

### 学術論文
- 「GPS連動型放射線自動計測システムKURAMA/KURAMA-Ⅱの開発」 保健物理 50(2) 138-147,97 2015年6月。
- "Measurement of air dose rates over a wide area around the Fukushima Dai-ichi Nuclear Power Plant through a series of car-borne surveys." Journal of environmental radioactivity 139 266-280 2015年1月。
- 「IV　環境中における空間線量率測定の実際」 RADIOISOTOPES   64(4) 275-289  2015年。
- "TDPAC studies of interaction between He and A = 140 elements in Fe" Hyperfine Interactions 2014年11月。
- "Studies of interaction between He and elements with mass number 140 in Fe by time-differential perturbed-angular-correlation measurements" Philosophical Magazine Letters   94 470-477 2014年1月。
- 「KURAMAによる自動車での空間線量の連続測定」 農業食料工学会東北支部報 (60) 97-100 2013年12月。

### 講演など
- 「福島第一原子力発電所事故に伴う放射性物質の長期的影響把握手法の確立 (4) KURAMA-IIの検出器系の改良」日本原子力学会　2015年秋の大会 2015年9月9日。
- 「走行サーベイシステムKURAMAによる放射線モニタリングの現状」第293回生存圏シンポジウム 第5回 東日本大震災以降の福島県の現状及び支援の取り組みについて - 京都大学における福島支援研究との連携 – 2015年9月8日。
- 「KURAMAの開発と展開の現状」 核化学夏の学校 2015年8月29日。
- 「走行サーベイシステムKURAMAの開発と運用」第4回 京都大学原子炉実験所 原子力安全基盤科学研究シンポジウム 福島の復興に向けての放射線対策に関するこれからの課題  2015年5月30日。
- 「KURAMAの開発と展開の現状」 第271回生存圏シンポジウム 東日本大震災からの復興に向けた大学での取り組みについて - 震災から1300日、福島の明るい未来のために – 2014年12月7日。
- 「KURAMAによる放射線モニタリング活動と市民のリスク知覚」 第27回日本リスク研究学会年次大会 2014年11月30日。
- 「KURAMA-IIの展開と現状」 日本原子力学会　2014年春の年会 2014年3月28日。
- 「KURAMAの開発と展開の現状」第240回生存圏シンポジウム 第3回東日本大震災以降の福島県の現状及び支援の取り組みについて 2013年12月20日。
- 「KURAMAの開発と展開の現状」 第2回生存圏科学の新領域開拓・融合研究に向けた取り組み - 福島県との連携研・融合研究に向けたパネルディスカッション - 2013年3月4日。
- 「走行サーベイシステムKURAMAの開発と応用 (1)KURAMAの概要」 日本原子力学会　2012年秋の年会 2012年9月21日。
- 「KURAMAによる福島県の放射線量測定」 放射線利用総合シンポジウム資料集 2012年。
- 「GPS連動型放射線自動計測システムKURAMAの開発と運用」 第191回生存圏シンポジウム 東日本大震災以後の福島県の状況及び支援の取り組みについて 2012年。
- 「複合原子力科学推進のための新中性子源計画：（２）加速器」 日本原子力学会、2011年春の大会 2011年。
- 「165Ho の 3/2+状態の磁気モーメント」短寿命核および放射線を用いた物性研究（Ⅲ）専門研究会 2010年11月25日。
- 「京大炉の現況」 第6回 停止・低速不安定核ビームを用いた核分光研究会 2010年。
- 「Nd-Fe-B系磁石の高速中性子による減磁効果」 CYRIC共同利用実験第31回研究報告会 2010年。
- 「摂動角相関法による核モーメント測定」 RCNP 研究会 「RCNP における不安定核の研究 - RCNP ビームラインの可能性を探る- 」 2008年。
- 「京大炉におけるFFAG加速器システムの建設の現状」 日本物理学会第61回年次大会 2006年。
- 「核物性手法を用いたFe/Mo人工格子の研究」 日本物理学会 東北大学 2003年。
- 「RIビームを用いた局在量子構造」 文部科学省科学研究費・特定領域研究(Ｂ)「局在量子構造に基づいた新しい材料機能創出技術の構築」 若手の会 2003年。
- 「強磁性体中の希土類原子核のNO及びNMR-ON」 日本物理学会 立命館大学 2002年。
- 「Fe/Mo人工格子のg線摂動角相関」 原子炉実験所　平成14年度専門研究会 放射線と原子核をプローブとした物性研究の新展開 2002年。
- 「金属人工格子の摂動角相関に向けて」 文部科学省科学研究費・特定領域研究 (B)「局在量子構造に基づいた新しい材料機能創出技術の構築」若手の会 2001年。
- 「CaB6中La位置での超微細場」 日本物理学会 徳島文理大学 2001年。
- 「5a-D-7 ^<66>Gaの低励起状態の核g-因子の測定」 日本物理学会講演概要集 1998年9月5日。

### 特許
- 第 5955546号
- 第 5845021号
- 第 5467017号